# Karl Eduard Nobiling
Karl Eduard Nobiling, född 10 april 1848 i Domäne Kolo vid Birnbaum i provinsen Posen, död 10 september 1878 i Berlin, var en tysk socialdemokrat och attentatsman.
Nobiling studerade national- och lantekonomi samt tog 1876 doktorsgraden i Halle an der Saale. Han kom senare i kontakt med socialdemokraterna och begick den 2 juni 1878 i Berlin ett mordförsök mot kejsar Vilhelm I, som blev svårt sårad. Han begick självmord på hösten samma år.